# Pilea calcicola
Pilea calcicola är en nässelväxtart som beskrevs av Charles Budd Robinson. Pilea calcicola ingår i släktet pileor, och familjen nässelväxter. Inga underarter finns listade i Catalogue of Life.